# Dresden (Ohio)
Dresden is een plaats (village) in de Amerikaanse staat Ohio, en valt bestuurlijk gezien onder Muskingum County.

## Demografie
Bij de volkstelling in 2000 werd het aantal inwoners vastgesteld op 1423.
In 2006 is het aantal inwoners door het United States Census Bureau geschat op 1436, een stijging van 13 (0.9%).

## Geografie
Volgens het United States Census Bureau beslaat de plaats een oppervlakte van
3,1 km², waarvan 3,0 km² land en 0,1 km² water. Dresden ligt op ongeveer 282 m boven zeeniveau.

## Plaatsen in de nabije omgeving
De onderstaande figuur toont nabijgelegen plaatsen in een straal van 20 km rond Dresden.